# میگ-۴۱
میکویان میگ-۴۱ یا پک دا (روسی: ПАК ДП، روسی: Перспективный авиационный комплекс дальнего перехвата ' ' مجموعه هوایی آینده نگر برای رهگیری دوربرد " ') یک هواپیمای ردیاب مخفی / جنگنده سنگین است که توسط شرکت هواگرد روسی میگ در دست توسعه است. این هواپیما قرار است در اواسط سالهای ۲۰۲۸ میلادی جایگزین میگ-۳۱ در نیروی هوایی روسیه . به گفته تحلیلگر دفاع روسیه واسیلی کاشین، میگ-۴۱ به عنوان یک پروژه جنگنده نسل ++۵ یا جنگنده نسل ششم در نظر گرفته می‌شود.